# Pohár vítězů pohárů CAF
Africký Pohár vítězů pohárů byla fotbalová soutěž od roku 1975 do 2003. V roce 2004 se pohár sloučil s Pohárem CAF do Konfederačního poháru CAF. Soutěž hráli vítězové národních pohárů africké konfederace CAF. Byla to obdoba evropského Poháru vítězů pohárů.

## Historie
Pohár vznikl roku 1975. Původní trofej byla pojmenována po Abdelazizi Mostafovi a získal ji natrvalo Al-Ahlí v roce 1986 po třetím vítězství. Nová trofej byla pojmenována po Nelsonu Mandelovi.
V roce 2004 se pohár sloučil s Pohárem CAF do Konfederačního poháru CAF.

## Nejúspěšnější týmy
| Klub                   | Vítěz | Finalista | Vítězství              | Finále           |
| ---------------------- | ----- | --------- | ---------------------- | ---------------- |
| Al-Ahlí                | 4     | 0         | 1984, 1985, 1986, 1993 | —                |
| El Mokawloon SC        | 3     | 0         | 1982, 1983, 1996       | —                |
| Africa Sports National | 2     | 2         | 1992, 1999             | 1980, 1993       |
| ÉS Sahel               | 2     | 0         | 1997, 2003             | —                |
| Canon Yaoundé          | 1     | 3         | 1979                   | 1977, 1984, 2000 |
| Tonnerre Yaoundé       | 1     | 1         | 1975                   | 1976             |
| Gor Mahia FC           | 1     | 1         | 1987                   | 1979             |
| BCC Lions              | 1     | 1         | 1990                   | 1991             |
| Power Dynamos FC       | 1     | 1         | 1991                   | 1982             |
| ES Tunis               | 1     | 1         | 1998                   | 1987             |
| Shooting Stars FC      | 1     | 0         | 1976                   | —                |
| Enugu Rangers          | 1     | 0         | 1977                   | —                |
| Horoya AC              | 1     | 0         | 1978                   | —                |
| TP Mazembe             | 1     | 0         | 1980                   | —                |
| Union Douala           | 1     | 0         | 1981                   | —                |
| CA Bizerte             | 1     | 0         | 1988                   | —                |
| Al-Merrikh SC          | 1     | 0         | 1989                   | —                |
| DC Motema Pembe        | 1     | 0         | 1994                   | —                |
| JS Kabylie             | 1     | 0         | 1995                   | —                |
| Zamalek SC             | 1     | 0         | 2000                   | —                |
| Kaizer Chiefs FC       | 1     | 0         | 2001                   | —                |
| Wydad AC Casablanca    | 1     | 0         | 2002                   | —                |